# Dan Reformacije
Dan Reformacije  je vjerski blagdan koji se slavi 31. listopada, u spomen reformacije, posebno među luteranima, i nekim kalvinističkim crkvama. Taj blagdan je spomen na događaj kad je Martin Luther pribio svojih 95 teza na vrata crkve Svih Svetih u Wittenbergu. To je građanski blagdan u Sloveniji ( jer je   reformacija duboko doprinijela njegovom kulturnom razvoju, iako su Slovenci uglavnom rimokatolici) i u njemačkim državama Brandenburg, Mecklenburg-Vorpommern, Saska, Saska-Anhalt, i Tiringija. To je također nacionalni praznik u Čileu od 2009.
U američkim crkvama često prenesu praznik, tako da pada na nedjelju (nazvanu Reformacijska nedjelja) na dan ili prije 31. listopada, uz Dan svih svetih koji se preseli u nedjelju na dan ili nakon 1. studenog.